# Bougainvilliidae
Famille
Synonymes
- Atractylidae (Hincks, 1868)
- Bimeridae (Allman, 1872)
- Clavopsellidae  (Thiel, 1962)
- Dicorynidae  (Allman, 1864)
- Hippocrenidae  (McCrady, 1959)
- Lizusidae  (Haeckel, 1879)
- Margelidae  (Haeckel, 1879)
- Nemopsidae  (L.Agassiz, 1862)
- Pachycordylini  (Cockerell, 1911)
- Thamnostomidae  (Haeckel, 1879)

Les Bougainvilliidae constituent une famille d'hydrozoaires de l'ordre des Anthoathecatae.

## Liste des genres
Selon World Register of Marine Species (21 août 2015) :
- genre Bimeria Wright, 1859
- genre Bougainvillia Lesson, 1830
- genre Chiarella Maas, 1897
- genre Dicoryne Allman, 1859
- genre Garveia Wright, 1859
- genre Koellikerina Kramp, 1939
- genre Millardiana Wedler & Larson, 1986
- genre Nemopsis Agassiz, 1849
- genre Nubiella Bouillon, 1980
- genre Pachycordyle Weismann, 1883
- genre Parawrightia Warren, 1907
- genre Rhizorhagium M. Sars, 1874
- genre Silhouetta Millard & Bouillon, 1973
- genre Thamnostoma Haeckel, 1879
- genre Velkovrhia Matjasic & Sket, 1971